# Institut de recherche en astrophysique et planétologie
 (avril 2022).
L'Institut de recherche en astrophysique et planétologie (IRAP) est fondé au 1er janvier 2011, à la suite de la fusion de plusieurs laboratoires toulousains. Comprenant environ 300 personnels et étudiants, l'IRAP est une unité mixte de recherche (UMR 5277) du CNRS et de l'université Toulouse-III-Paul-Sabatier (établissement de l'université fédérale de Toulouse-Midi-Pyrénées). L'IRAP est localisé à Toulouse et à Tarbes sur les campus de l'Observatoire Midi-Pyrénées. Les équipes scientifiques de l'IRAP mènent des recherches fondamentales pour comprendre l'Univers et les objets qui le constituent à partir d'observations et de modélisations. Ces études vont du centre de la Terre jusqu'au Big Bang. 

## Activité
Les domaines de recherche de l'IRAP portent sur l’étude et la compréhension de l'Univers et de son contenu : la Terre en tant que planète, l'environnement spatial ionisé de la Terre, le Soleil et ses planètes, les systèmes planétaires, les galaxies, les étoiles et le Big Bang.
Les équipes de l'IRAP travaillent à l'élaboration des modèles et des théories mais développent également des instruments scientifiques complètement innovants qui sont installés sur les télescopes des grands observatoires internationaux (Pic du Midi de Bigorre, CFHT à Hawaï, ESO au Chili) ou embarqués sur des satellites, sondes interplanétaires ou ballons stratosphériques. Parmi ces projets, on peut citer :

## Participations aux réalisations spatiales

### Exploration du système solaire
- En exploitation :

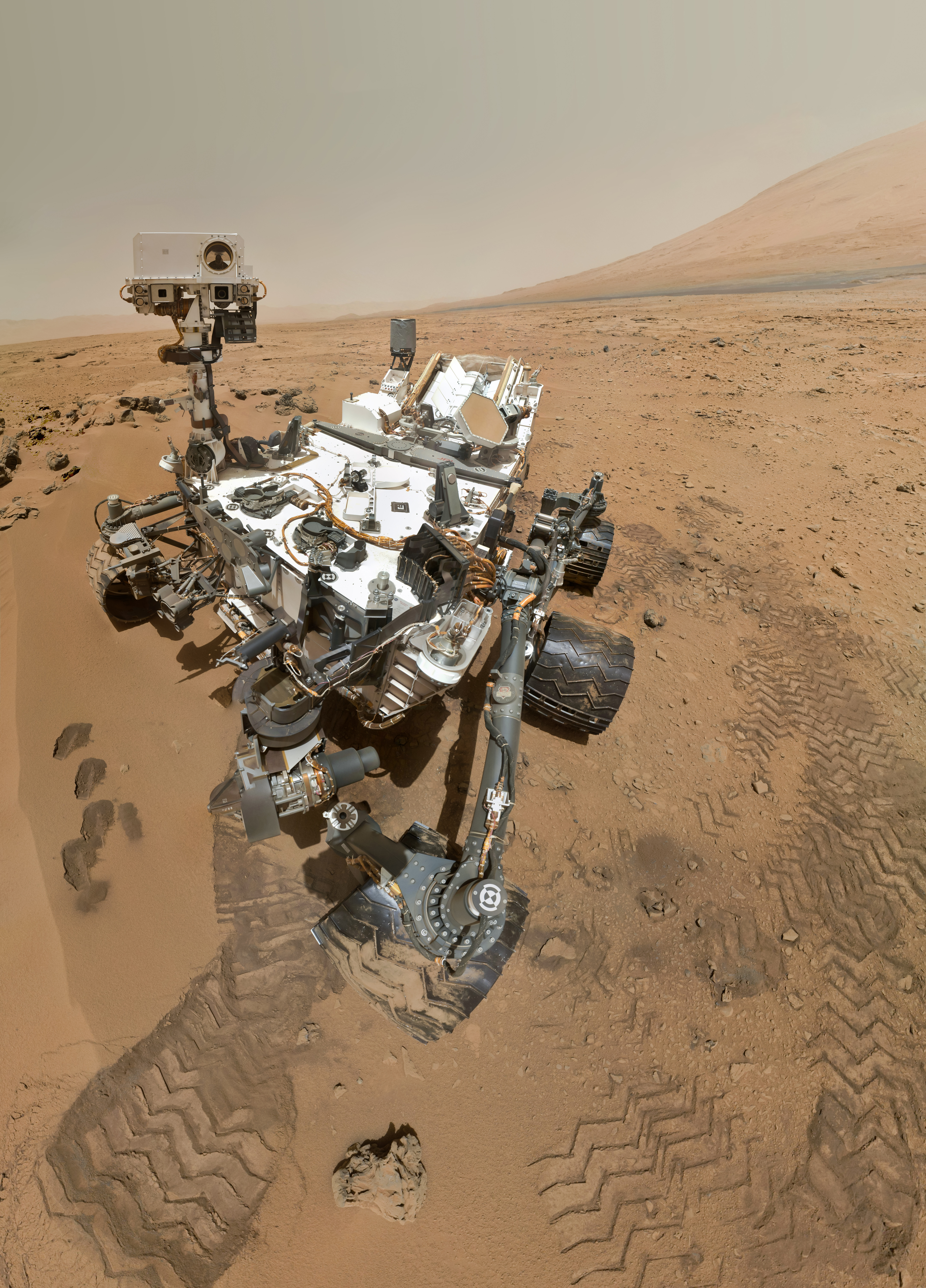
L'astromobile Curiosity sur Mars.

  - Cluster : fourniture des spectromètres CODIF et HIA ;
  - STEREO : instrument SWEA de mesure de distribution des électrons du vent solaire ;
  - Cassini : participation à l'instrument MIMI ;
  - DEMETER : fourniture du spectromètre d’électrons ;
  - Mars Express et Venus Express : participation à l'instrument ASPERA ;
  - Rosetta : participation aux spectromètres Rosina ;
  - Mars Exploration Rover : participation au spectromètre APXS ;
  - 2001 Mars Odyssey : participation au spectromètre GRS ;
  - Double Star : fourniture du spectromètre HIA ;
  - Mars Science Laboratory : "mast unit" de ChemCam (Laser et optique);
  - Mars 2020: "mast unit" de SuperCam (Lasers et optique).

- En préparation :
  - BepiColombo : analyseurs d’électrons de MMO ;
  - MAVEN : analyseur d'électrons du vent solaire ;
  - Solar Orbiter ;
  - TARANIS ;
  - programme ExoMars ;
  - JUICE : mission vers Jupiter ;
  - Chang'e 6 : DORN.

### Hautes énergies, Univers froid, cosmologie, étoiles, exoplanètes
- En exploitation :

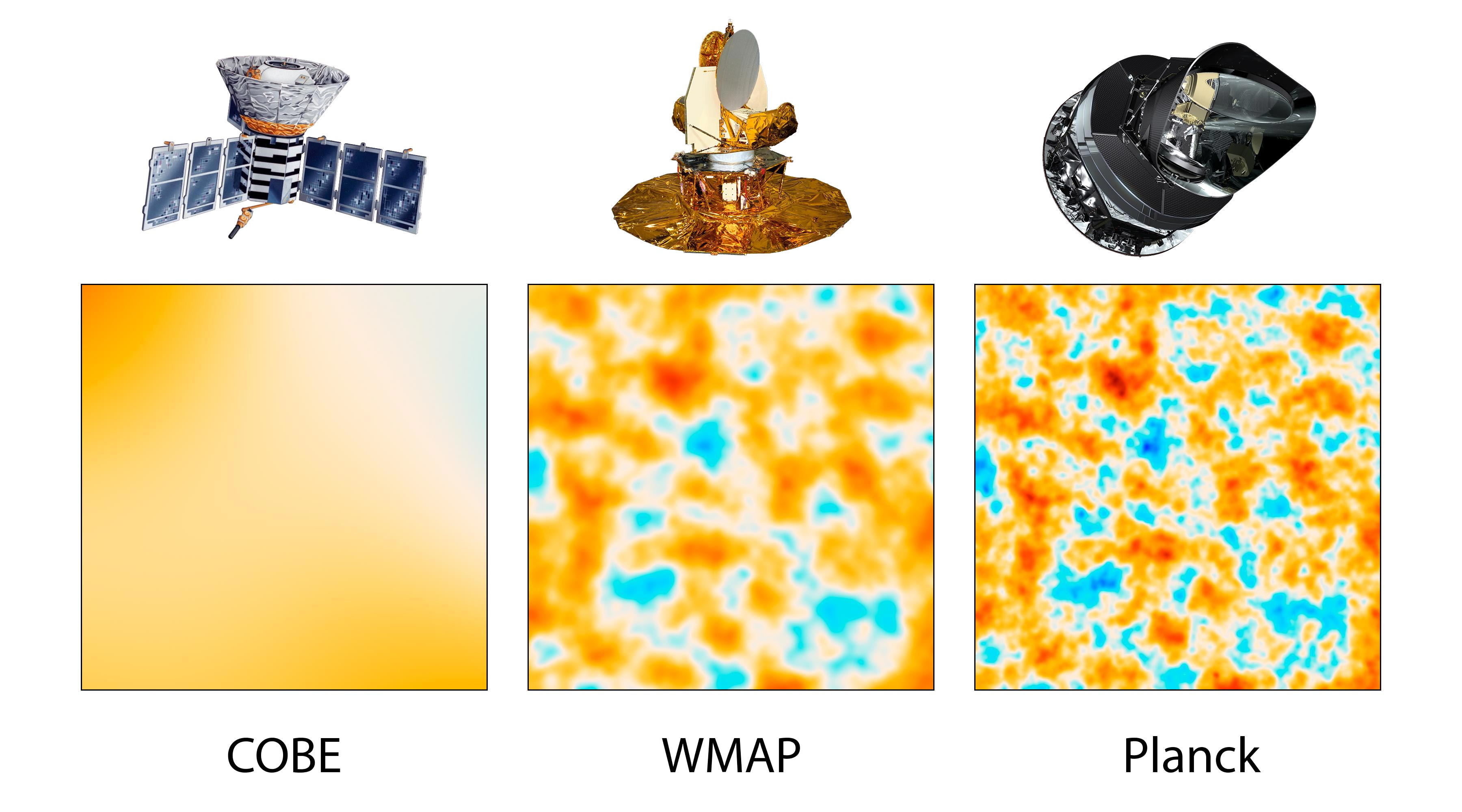
Comparaison de la résolution des cartes du fond diffus cosmologique dressées à l'aide des instruments des satellites COBE, WMAP et Planck.

  - INTEGRAL : responsable du développement du télescope gamma SPI.
  - Odin : réalisation du spectromètre acousto-optique (AOS).
  - Herschel : réalisation du spectromètre HSR de l'instrument HIFI.
  - Planck : contribution à l'instrument HFI.

- En préparation :
  - SVOM (2021) : instrument ECLAIRs.
  - ATHENA (2028) : instrument X-IFU.
  - Euclid (2024).
  - PLATO[1] (2024).
- À l'étude:
  - SPICA.

## Participations à l'instrumentation des grandsobservatoiresau sol
- En exploitation :

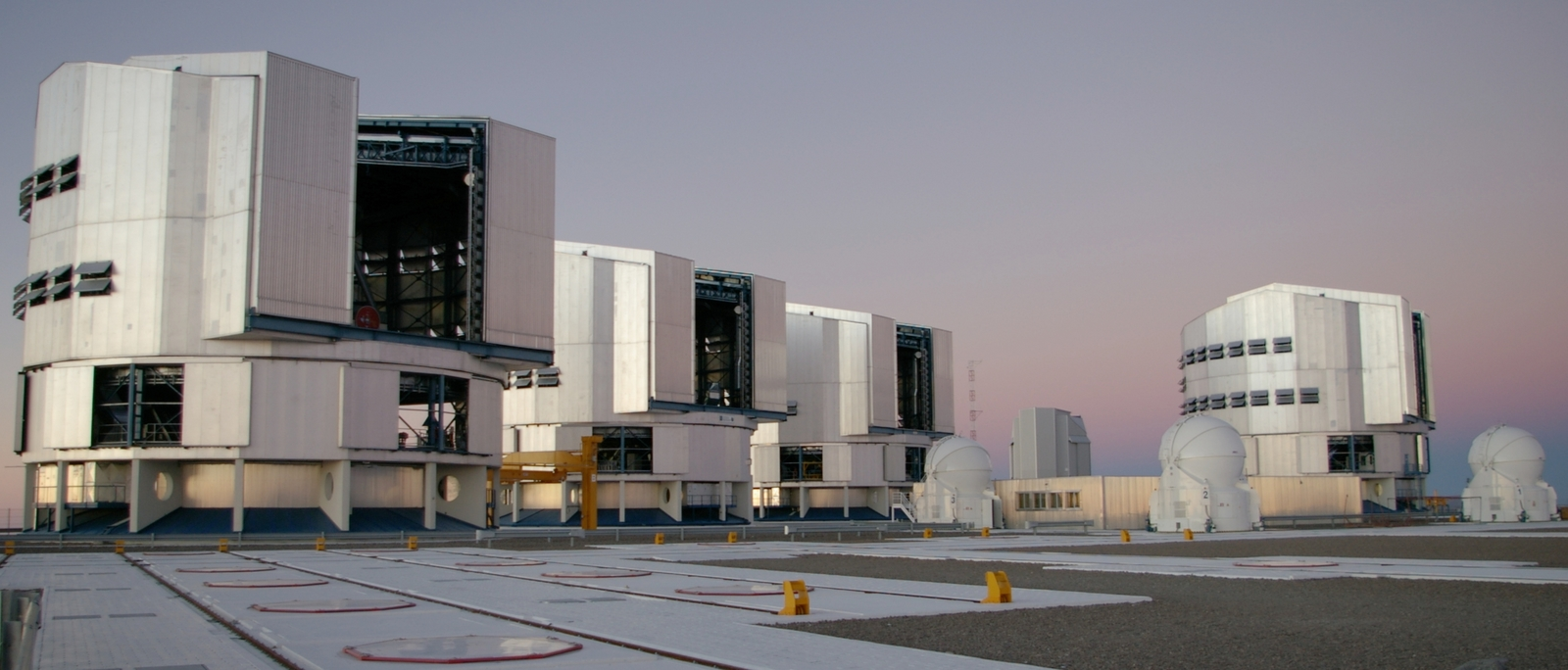
Le Très Grand Télescope européen, équipé de MUSE depuis 2014.

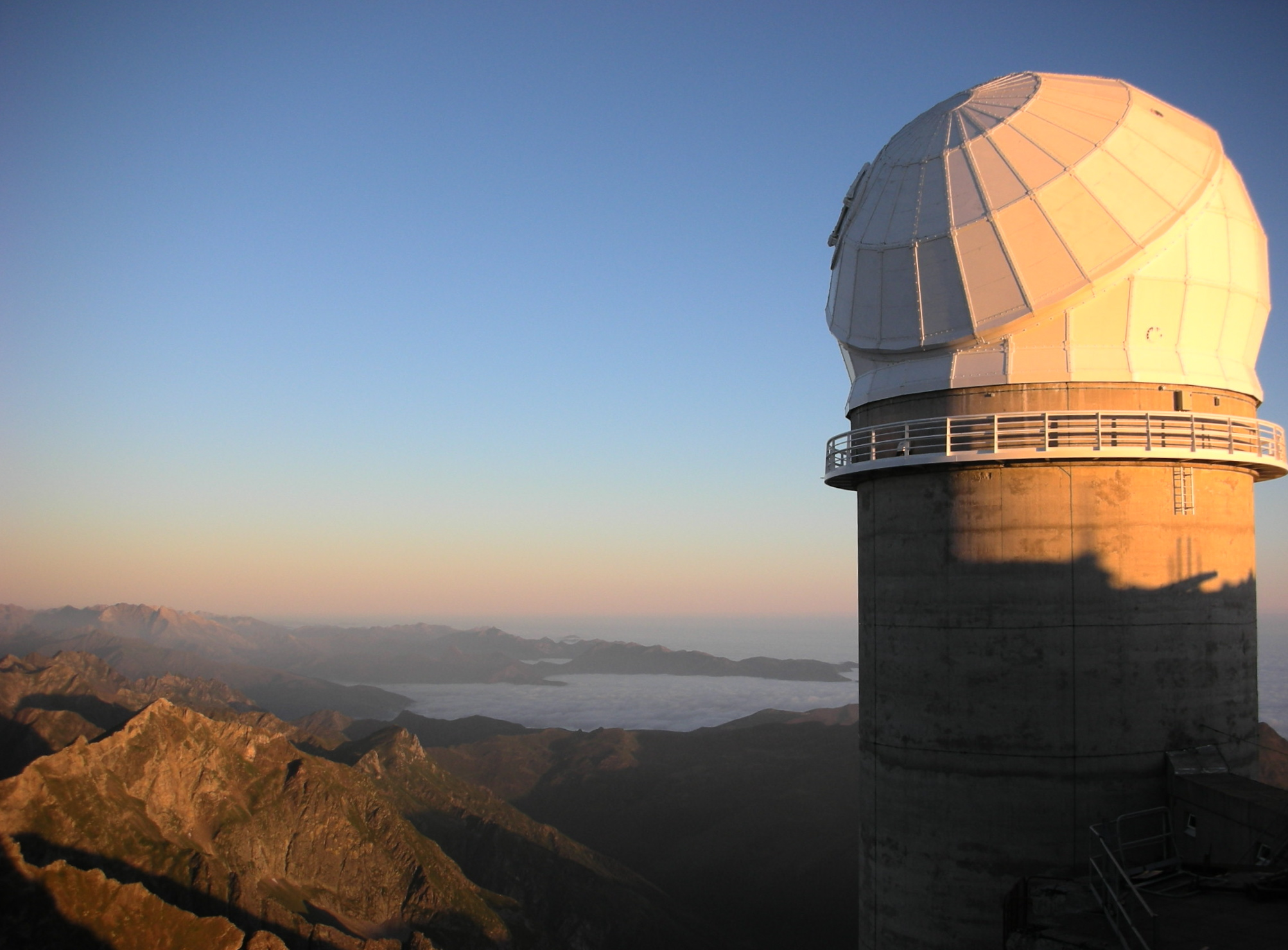
Le Télescope Bernard Lyot, au sommet du Pic du Midi de Bigorre.

  - CFHT : spectropolarimètre ESPaDOnS.
  - Télescope Bernard Lyot : spectropolarimètre NARVAL.
  - Très Grand Télescope : Multi Unit Spectroscopic Explorer (MUSE).

- En préparation :
  - CFHT :  spectropolarimètre SPIRou[2] (2018).
  - Cherenkov Telescope Array.
  - Télescope Bernard Lyot : spectropolarimètre SPIP (2020).
  - Télescope géant européen : instruments HARMONI et MOSAIC.

## Autres projets/expériences
- PILOT expérience d'astrophysique sous ballon stratosphérique.

## Organisation
La recherche au sein de l'IRAP est structurée autour de cinq thèmes :
- Galaxies, astrophysique des hautes énergies et cosmologie (GAHEC).
- Planètes, environnement et plasmas spatiaux (PEPS).
- Dynamique des intérieurs planétaires (DIP).
- Milieu interstellaire, cycle de la matière, astrochimie (MICMAC).
- Physique du Soleil, des étoiles et des exoplanètes (PS2E).
- Signal-images en sciences de l'univers (SISU).

## Liste des directeurs
- Martin Giard (2011-2015).
- Philippe Louarn (2016-).

## Personnalités liées à l'IRAP
- Christine Joblin.
- Jean-François Donati.
- Sylvestre Maurice.
- Sylvie Vauclair.
- Léa Griton-Noël
- Olivier Berné